# 遠望號
遠望號，是中國人民解放軍的系列航天远洋测量船及运载火箭運輸船，隶属中国人民解放军战略支援部队下属的中国卫星海上测控部。
远望号分为航天远洋测量船、运载火箭运输船。航天远洋测量船包括远望一号至远望七号，目前航天远洋测控任务由远望三号、五号、六号、七号四艘测量船共同担任，均能在南緯/北緯60度以內的任何海域進行测控任務。运载火箭运输船包括远望二十一号、远望二十二号，共同担任自天津的运载火箭製造基地至海南省文昌市清瀾港的运载火箭運輸任務，运输新一代運載火箭長征五號及長征七號火箭。有关远望号的历史可参见中国卫星海上测控部条目。

## 航天远洋测量船

### 遠望一號
遠望一號是中國第一代綜合性航天远洋测量船，1977年8月31日在江南造船廠建成下水，長191米，寬22.6米，高38米，吃水深度9米，滿載排水量約2.1萬噸。曾44次远征，足迹遍布三大洋逾44万海里，完成57次重大科研试验任务。
神舟五號任務期間，遠望一號於日本海進行監控，在船箭分離9分鐘後捕捉到飛船訊號並指令把太陽帆板展開。神舟六號任務中，遠望一號位於西太平洋，在船箭分離31秒後捕捉到飛船訊號並指令把太陽能帆板展開。
1989年，中央军委主席邓小平签署命令，为远望1号船、远望2号船分别记一等功。

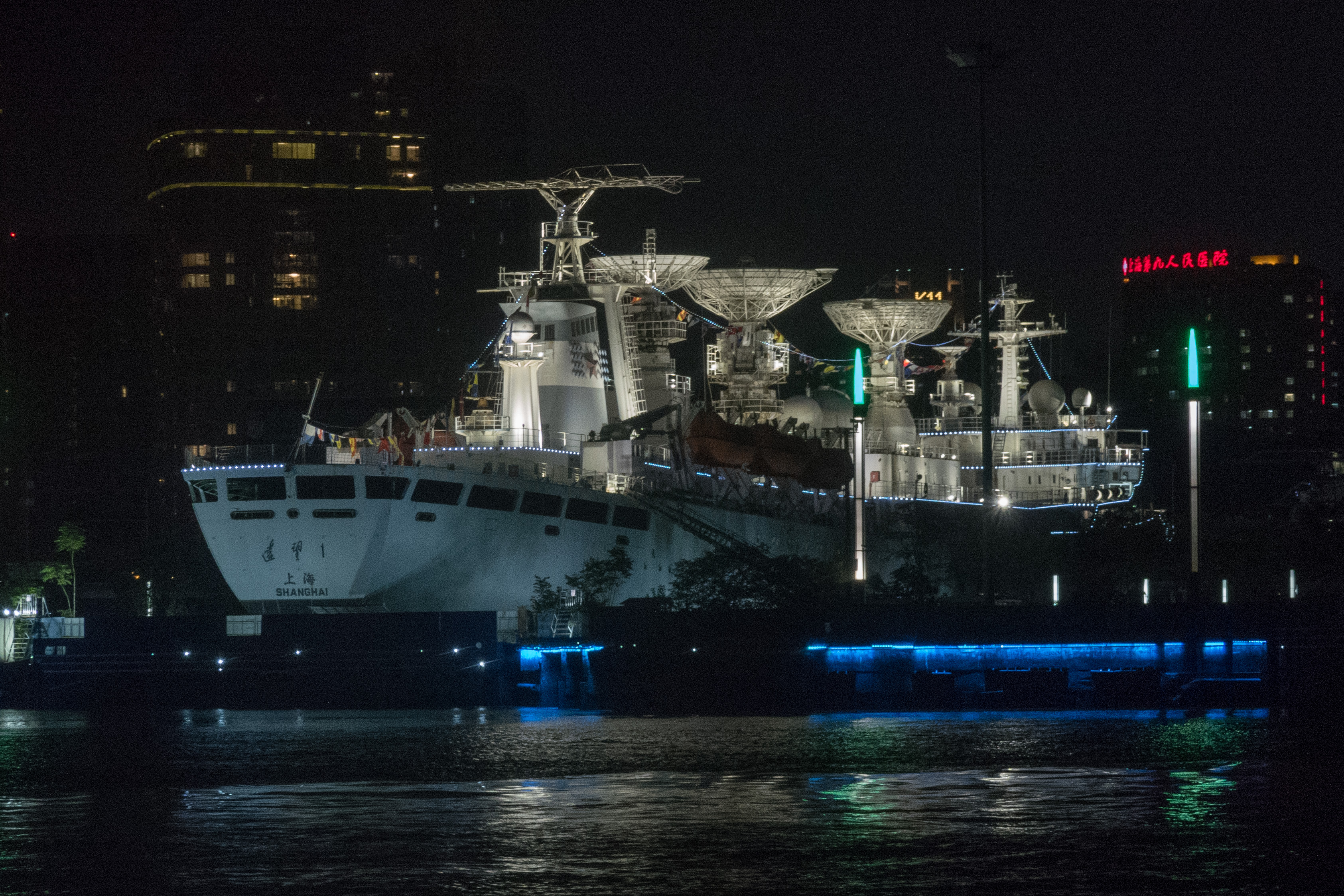
退役停泊的远望一号

2010年10月22日，远望一号测量船退役，被赠予生产方江南造船（集团）公司。2011年11月26日，进入老江南2号船坞，成为江南造船博物馆的一部分。

### 遠望二號

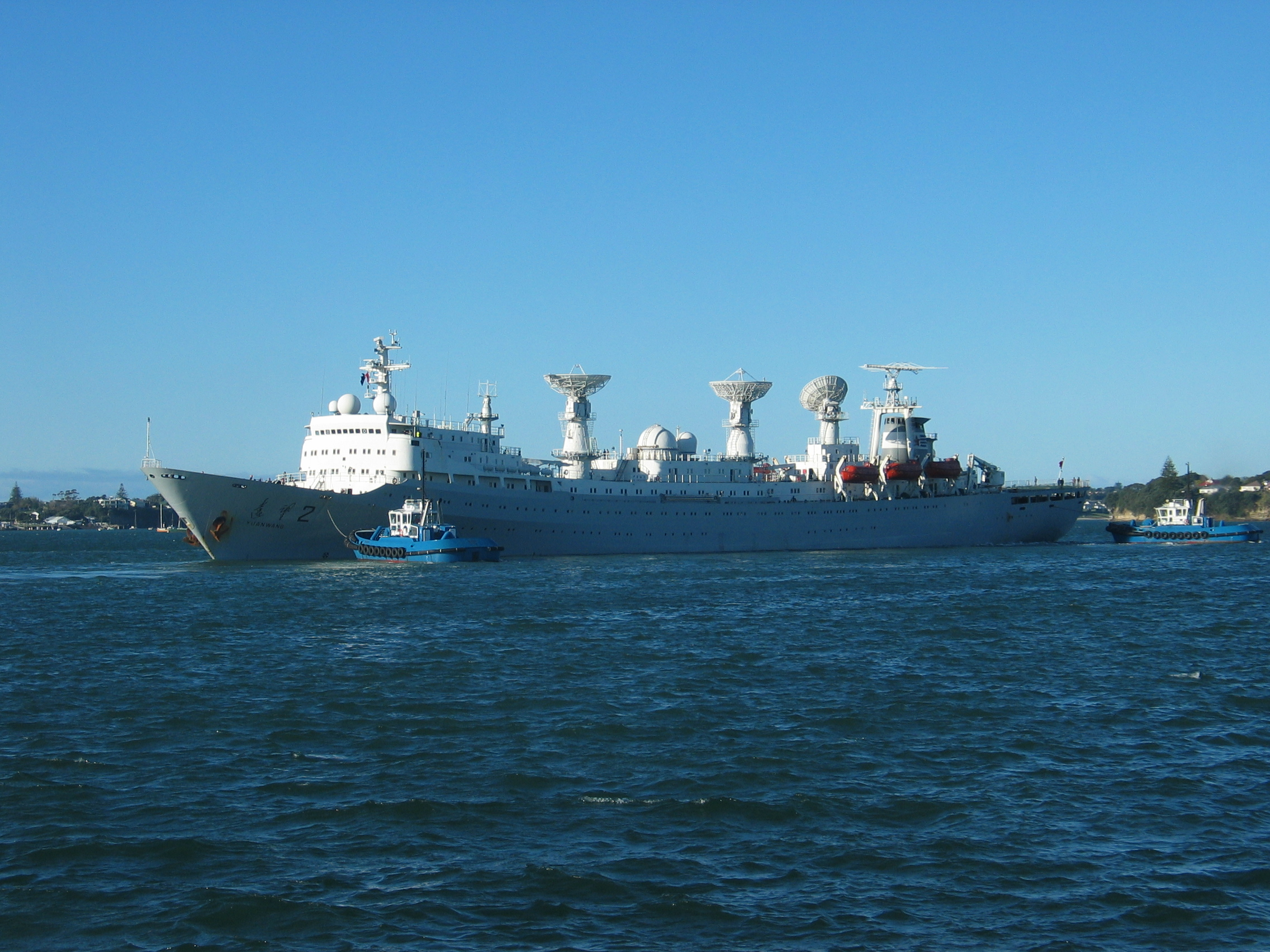
在神舟六號任務完成後，遠望二號在新西兰怀特玛塔港補給。攝於2005年10月27日。

遠望二號1977年10月建成下水，規格和遠望一號相同，都是中國第一代綜合性航天远洋测量船。截至2005年，該船航行近40萬海哩，20次停靠國外港口，並完成了31次重要科學研究任務，創下多項中國的航天远洋测控紀錄。
神舟五號任務期間，遠望二號於南太平洋進行監控，2003年10月15日9時30分捕捉到飛船訊號，並使飛船進入橢圓形初軌。神舟六號任務中，同樣在南太平洋，於2005年10月12日9時30分捕捉到飛船並注入初軌數據。
1989年，中央军委主席邓小平签署命令，为远望1号船、远望2号船分别记一等功。2000年，中央军委主席江泽民签署命令，为远望2号船记一等功。截至2007年，该船先后立一等功2次、二等功4次、三等功3次；获“中国载人航天工程第一次飞行试验突出贡献奖”。2005年1月13日，中央军委主席胡锦涛签署命令，授予远望2号船“功勋测量船”称号。
2010年起，远望二号不再承担远洋测控任务，停靠在中国卫星海上测控部码头，开始承担卫星长期管理任务，并成为爱国主义教育基地。
2018年4月28日，远望2号船正式退出历史舞台，由中国卫星海上测控部赠予地方政府，并将作为爱国主义和科普教育场所向公众开放。40多年来，远望2号船先后35次勇闯大洋，累计海上作业2812天，安全航行52万余海里，圆满完成了远程运载火箭、风云、北斗、神舟、嫦娥等47次国家级重大科研试验任务。

### 遠望三號
遠望三號是中國自行設計建造的第二代航天远洋测量船，1994年4月26日建成下水，1995年5月18日正式編入遠望號船序列，長180米，寬22.2米，高37.8米，吃水深度8米，滿載排水量約1.7萬噸，巡航速度18節，最大航速20節，續航能力1.8萬海哩。截至2005年，該船17次出海執行任務，總航程21.4萬多海哩，完成了18次航天海上测控任務。
神舟五號任務期間，遠望三號於南大西洋進行監控，2003年10月16日5時34分對飛船發出返回指令。神舟六號任務中，遠望三號於南大西洋負責控制飛船調姿、軌返分離、制動點火、制動關機、計算返回軌道以及軌道維持等工作，2005年10月17日3時41分向飛船發出返回訊號。
1999年，中央军委主席江泽民签署命令，为远望3号船记一等功。

### 遠望四號
遠望四號是1998年8月由向陽紅十號科學考察船改造而成，長156.2米，寬20.6米，高39米，吃水深度7.5米，滿載排水量約1.2萬噸，具有跟蹤測軌、資料傳輸和雙向話音通信等功能。截至2005年，該船總航程近12萬海哩，完成了9次航天海上测控任務。
神舟五號任務期間，遠望四號於印度洋進行監控，2003年10月15日15時30分，将楊利偉展示中國國旗和聯合國旗的畫面和聲音傳到北京，向全世界播放。神舟六號任務中，同樣在印度洋的遠望四號於2005年10月15日8時29分負責傳送中共中央總書記、國家主席、中央軍委主席胡錦濤與兩位航天员費俊龍和聶海勝的視频對話。
2007年8月5日在江阴港附近被运煤船「港海 666」撞损起火，2010年3月15日被移进江阴船厂维修，2011年12月14日宣布退役。。

### 遠望五號
远望五号是中国自主研发的首艘第三代航天远洋测量船。由中国船舶工业集团公司第七〇八研究所负责总体设计，江南造船（集团）公司建造，2007年9月29日交付中国卫星海上测控部使用。船长222.2米，宽25.2米，高40.85米，吃水深度8.2米，满载排水量2.5万吨，抗风能力达12级以上。远洋五号分为船舶、测控、通信、气象四大系统，采用了船舶建设、航海气象、电子、机械、光学、通信、计算机等多领域的新技术，数字化、标准化、系列化和通用化程度较之前的远望系列有明显提高。

### 远望六号

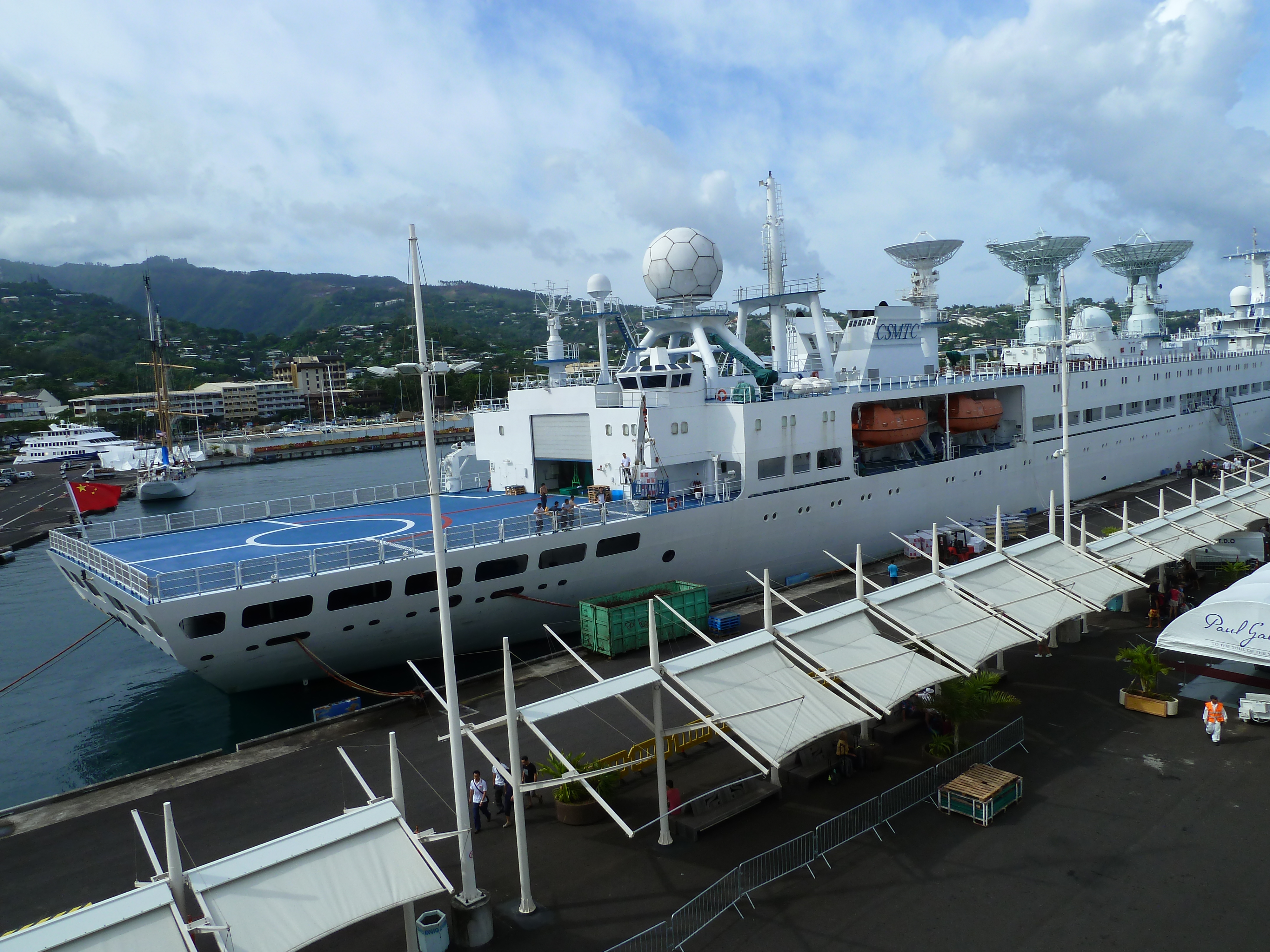
远望六号

远望六号也是中国第三代航天远洋测量船，由中国船舶工业集团公司第七〇八研究所设计，2006年4月由江南造船（集团）公司开工建造，2007年3月16日下水，2008年4月12日在上海正式交付中国卫星海上测控部使用，2008年7月具备执行任务能力。該船和远望五号的设计相同，构成姊妹船。远望六号船内有用光纤构建的信息高速传输平台，传送速率大幅提高。同时该船具备海上智能会诊、排除故障的能力。全船采用了减震降噪技术和变风量空调系统，在舱室布置上更人性化，使船员长期远洋生活的舒适性得到改善。

### 远望七号
远望七号在2012年9月20日立项，2014年10月10日开工建造，2015年10月15日下水。船长220多米、高40余米、满载排水量近3万吨。2016年2月，远望七号已建造完毕并完成设备安装。2016年7月12日，远望七号正式入列中国卫星海上测控部。

## 运载火箭运输船

### 远望二十一号、远望二十二号
2013年5月6日，由中国船舶工业集团公司第七〇八研究所设计，江南造船（集团）有限责任公司为中国卫星海上测控部建造的首艘新一代运载火箭运输船“远望21”号交付。2013年6月28日，和“远望21”号同型的“远望22”号交付中国卫星海上测控部。至此，江南造船（集团）有限责任公司承接的2艘火箭运输船建造项目远望21号、远望22号完成。
该船设计船长130米，型宽19米，型深12米，吃水深度约5.8米，满载排水量9080吨，担负新型大火箭运输任务。2016年5月14日，经过6昼夜1670海里航行，远望21号火箭运输船抵达海南文昌，首次将所搭载的新一代中型运载火箭长征七号运抵海南文昌航天发射场，火箭运输船首次正式任务获得成功。